# 4,7cm KPÚV vz. 38
4,7cm KPÚV vz. 38 (v továrním označení též A5) měl být nejmodernějším a nejsilnějším československým protitankovým kanónem v dobové terminologii označovaný jako: kanón proti útočné vozbě.

## Historie
Práce na 47mm protitankovém kanonu A5, začaly zároveň s konstrukcí pevnostního protitankového kanónu vz. 36 a byly ovlivněny poznatky z vojenských zkoušek kanónů A4 a A3. Na jaře roku 1938 začala československá armáda kanón testovat a na podzim byl zaveden do výzbroje pod označením 47mm KPÚV vz. 38. Následně Československá armáda objednala 132 kusů kanónů v provedení pro motorizované jednotky (tj. disková kola s pneumatikami). Děla měla být dodána ve druhé polovině roku 1939. Jugoslávie si objednala také velkou sérii kanonů s loukoťovými koly. Po okupaci zbytku Československa již kanóny přebrala německá armáda, pro niž v té době byly nejmodernější a nejvýkonnější protitankovou zbraní. Německá armáda nařídila další produkci kanónů (které označovala jako 4,7 Pak 38(t) nebo PaK 38(t) a také umožnila prodej kanónů do Jugoslávie. Pro Kanón byl v roce 1940 vyvinut nový náboj s wolframovým jádrem, který mohl zvýšit průbojnost děla do vzdálenosti 500 metrů. Od roku 1940 začal být kanón montován také na korby zastaralých tanků Panzerkampfwagen I Ausf. B. které byly takto přestavěny na stíhače tanků Panzerjäger I po okupaci Francie byly k přestavbě využity i tanky Renault R-35.

## Popis
Kanón má hlaveň opatřenou novou úsťovou brzdou, závěr je vertikální klínový, vybavený poloautomatikou. Další novinkou u kanónu A5 byla možnost otočení horní lafety o 180° dozadu, čímž se usnadnila přeprava v terénu, tj. především překonávání překážek, jako jsou příkopy. Lafeta je rozdělena na vrchní se štítem a spodní s rozvíratelnými rameny, která bylo možné také sklopit dozadu. Pro snížení palné výšky zbraně bylo možné sejmout nápravu s koly a střílet ze zvláštní opěrky.

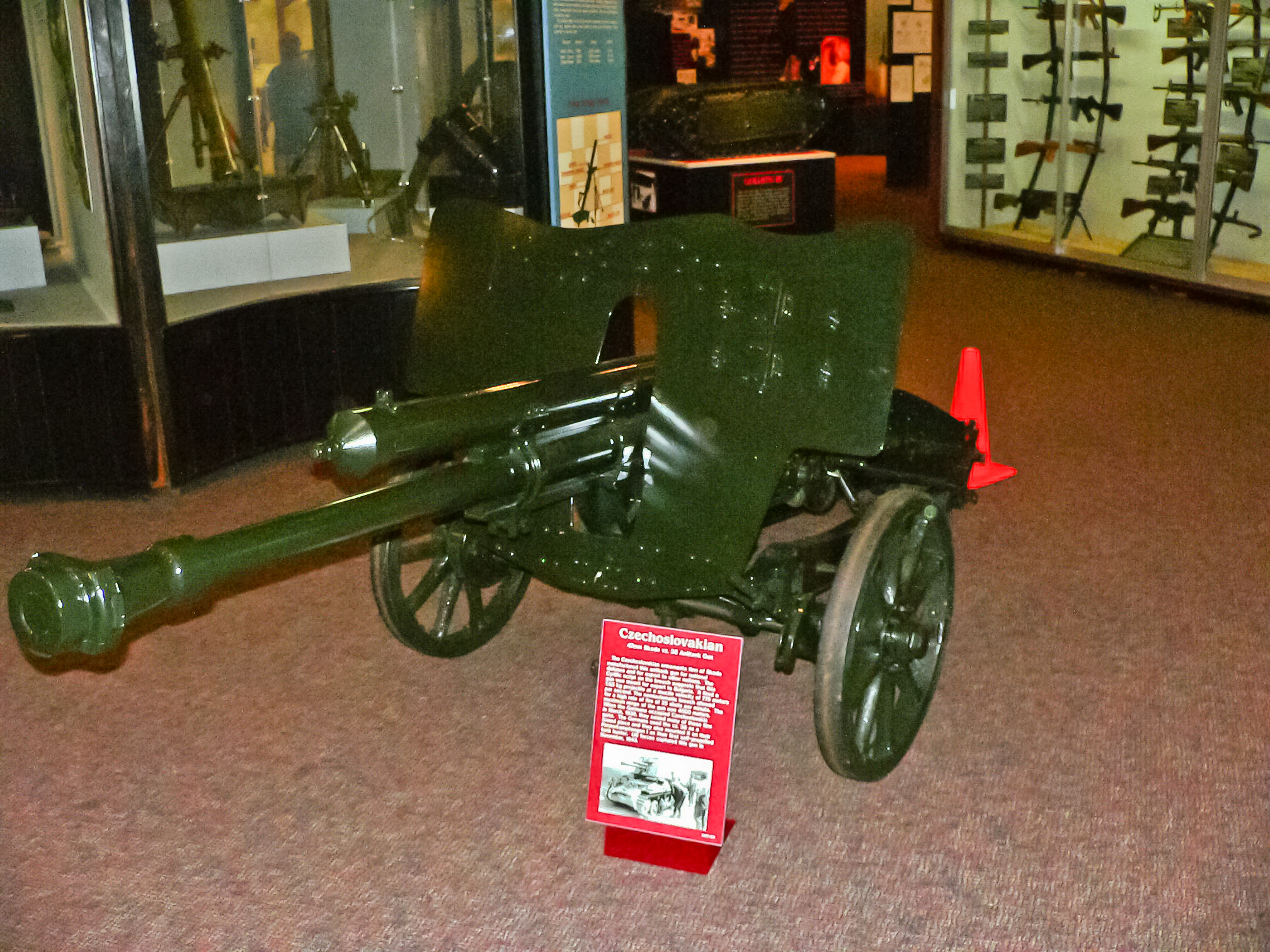
A5: verze s loukoťovými koly

| typ náboje              | vzdálenost | síla pancíře |
| ----------------------- | ---------- | ------------ |
| pancéřový granát vz. 36 | 1500 m     | 35 mm        |
| pancéřový granát vz. 36 | 1000 m     | 41 mm        |
| PzGrPatr. 40            | 500 m      | 59 mm        |

## Uživatelé
- Nacistické Německo cca 600 ks
- Království Jugoslávie 247 ks[4]
- Italské království ukořistěné zbraně po válce s Jugoslávií